# Saint-Simon-de-Bordes
Saint-Simon-de-Bordes és un municipi francès situat al departament del Charente Marítim i a la regió de la Nova Aquitània. L'any 2007 tenia 664 habitants.

## Demografia

### Població
El 2007 la població de fet de Saint-Simon-de-Bordes era de 664 persones. Hi havia 266 famílies de les quals 76 eren unipersonals (40 homes vivint sols i 36 dones vivint soles), 79 parelles sense fills, 75 parelles amb fills i 36 famílies monoparentals amb fills.
La població ha evolucionat segons el següent gràfic:
Habitants censats

### Habitatges
El 2007 hi havia 328 habitatges, 285 eren l'habitatge principal de la família, 17 eren segones residències i 26 estaven desocupats. 316 eren cases i 12 eren apartaments. Dels 285 habitatges principals, 218 estaven ocupats pels seus propietaris, 60 estaven llogats i ocupats pels llogaters i 7 estaven cedits a títol gratuït; 15 tenien dues cambres, 42 en tenien tres, 88 en tenien quatre i 140 en tenien cinc o més. 255 habitatges disposaven pel capbaix d'una plaça de pàrquing. A 125 habitatges hi havia un automòbil i a 143 n'hi havia dos o més.

### Piràmide de població
La piràmide de població per edats i sexe el 2009 era:
| Homes | Edats   | Dones |
| ----- | ------- | ----- |
| 0     | 95 o +  | 4     |
| 0     | 90 a 94 | 0     |
| 4     | 85 a 89 | 0     |
| 4     | 80 a 84 | 4     |
| 12    | 75 a 79 | 24    |
| 8     | 70 a 74 | 24    |
| 24    | 65 a 69 | 20    |
| 4     | 60 a 64 | 8     |
| 24    | 55 a 59 | 20    |
| 28    | 50 a 54 | 24    |
| 20    | 45 a 49 | 16    |
| 4     | 40 a 44 | 24    |
| 20    | 35 a 39 | 36    |
| 32    | 30 a 34 | 16    |
| 20    | 25 a 29 | 28    |
| 16    | 20 a 24 | 16    |
| 20    | 15 a 19 | 16    |
| 28    | 10 a 14 | 28    |
| 20    | 5 a 9   | 16    |
| 20    | 0 a 4   | 8     |

## Economia
El 2007 la població en edat de treballar era de 439 persones, 312 eren actives i 127 eren inactives. De les 312 persones actives 291 estaven ocupades (153 homes i 138 dones) i 21 estaven aturades (9 homes i 12 dones). De les 127 persones inactives 70 estaven jubilades, 34 estaven estudiant i 23 estaven classificades com a «altres inactius».

### Ingressos
El 2009 a Saint-Simon-de-Bordes hi havia 288 unitats fiscals que integraven 691 persones, la mediana anual d'ingressos fiscals per persona era de 15.654 €.

### Activitats econòmiques
Dels 13 establiments que hi havia el 2007, 1 era d'una empresa de fabricació d'altres productes industrials, 2 d'empreses de construcció, 1 d'una empresa de comerç i reparació d'automòbils, 1 d'una empresa de transport, 5 d'empreses d'hostatgeria i restauració, 1 d'una empresa financera, 1 d'una empresa immobiliària i 1 d'una empresa classificada com a «altres activitats de serveis».
Dels 4 establiments de servei als particulars que hi havia el 2009, 1 era un electricista, 1 empresa de construcció, 1 perruqueria i 1 restaurant.
L'any 2000 a Saint-Simon-de-Bordes hi havia 25 explotacions agrícoles que ocupaven un total de 945 hectàrees.

## Equipaments sanitaris i escolars
El 2009 hi havia una escola elemental integrada dins d'un grup escolar amb les comunes properes formant una escola dispersa.

## Poblacions més properes
El següent diagrama mostra les poblacions més properes.